# Top Spin 2
Top Spin 2 è un videogioco di tennis e seguito di Top Spin. Il videogioco ha avuto due seguiti: Top Spin 3 e Top Spin 4.

## Giocatori
I personaggi selezionabili sono disponibili in 2 categorie: Maschi e Femmine.
Uomini
- Andy Roddick
- Roger Federer
- Carlos Moyá
- Tommy Haas
- James Blake
- Lleyton Hewitt
- Guillermo Coria
- Tim Henman
- Maks Mirny
- Alex Kuznetsov
- Brendan Evans

Donne
- Venus Williams
- Marija Šarapova
- Ai Sugiyama
- Lindsay Davenport
- Anastasija Myskina
- Elena Dement'eva
- Svetlana Kuznecova
- Amélie Mauresmo
- Alicia Molik
- Angela Haynes
- Jamea Jackson
- Corina Morariu

## Critica, successo e vendite
- IGN AU ha premiato Top Spin 2 con 7.8/10
- GameSpot ha premiato il gioco 8.2/10
- 1UP ha premiato il gioco con B+